# San Salvador de Estopiñán

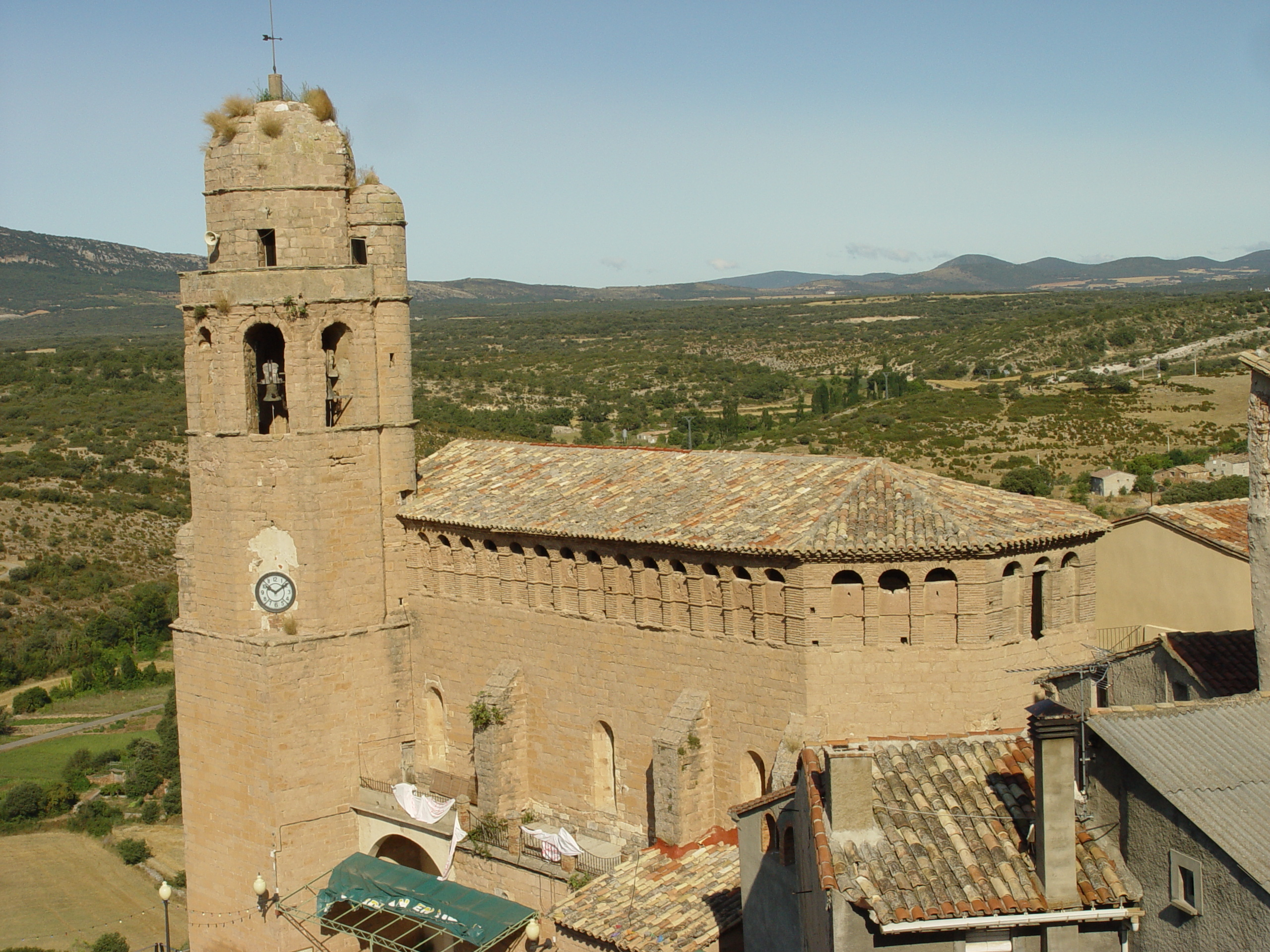
Iglesia de San Salvador de Estopiñán

San Salvador de Estopiñán es una iglesia gótica del municipio de Estopiñán, en la provincia de Huesca.
El interior presenta un ábside poligonal y una vuelta estrellada. La torre tiene tres cuerpos: el primero es cuadrado mientras que el segundo y el tercero son octogonales. En total alcanzan los 38 metros de altura. 
Durante la Guerra Civil Española se empleó como almacén agrícola; para permitir el paso de vehículos se tiró a tierra el contrafuerte de lado este. 
El tríptico del Retablo de santo Vicente, atribuido al maestro de Estopiñán, se encuentra la colección permanente del Gótico del Museo Nacional de Arte de Cataluña.
- Datos: Q18007362
- Multimedia: Iglesia de San Salvador, Estopiñán / Q18007362